# سیندرلا (فیلم ۱۹۷۷)
«سیندرلا» (انگلیسی: Cinderella (1977 film)) فیلمی در ژانر موزیکال به کارگردانی مایکل پتکی است که در سال ۱۹۷۷ منتشر شده.